# Teatr Nasz (Piechowice)
Teatr Nasz – autorski, kameralny teatr, mający siedzibę w Piechowicach, w obrębie dawnej wsi Michałowice. Teatr Nasz założony został w 1991 roku przez małżeństwo zawodowych aktorów Jadwigę i Tadeusza Kutów.
Przez wiele lat repertuar Teatru Naszego był bardzo szeroki i uniwersalny – od przedstawień dla dzieci, poprzez publicystykę teatralną, spektakle muzyczne, komedie, aż po programy kabaretowe. Od 2018 roku teatr wystawia przede wszystkim autorskie sztuki Tadeusza Kuty, w tym cieszące się największym zainteresowaniem widzów refleksyjne komedie. W teatrze odbywają się również autorskie koncerty, do udziału w których zapraszani są nietuzinkowi muzycy, często przyjaciele zespołu artystycznego teatru. Ze względu na repertuar i atmosferę miejsca, do 2019 roku nazwa teatru zawierała podtytuł „Kraina Dobrego Humoru”. Siedzibą Teatru Naszego jest dom z 1710 roku, pamiętający początki osadnictwa w Michałowicach. W 2021 r. z powodu pandemii COVID-19 Kutowie byli zmuszeni sprzedać dom i zakończyć działalność teatru w jego dotychczasowym kształcie.

## Historia teatru
Założycielami Teatru Naszego są Jadwiga i Tadeusz Kutowie. Oboje ukończyli Państwową Wyższą Szkołę Teatralną im. Ludwika Solskiego w Krakowie – Wydział Zamiejscowy we Wrocławiu. Ich miejscem pracy były dwa państwowe teatry: Teatr im. Cypriana Kamila Norwida w Jeleniej Górze oraz Teatr im. Wilama Horzycy w Toruniu. W roku 1990 aktorzy zakupili w Michałowicach zrujnowany XVIII-wieczny dom, który przez kilka kolejnych lat remontowali, budując jednocześnie tuż obok salę teatralną nazywaną „Sceną za Domem”. Większość prac wykonywali samodzielnie, równolegle przygotowując rozmaite przedstawienia i występując w kraju i za granicą.
Pierwsza premiera w Teatrze Naszym odbyła się 7 lipca 1991 roku w największym pokoju starego domu. Tę datę uznaje się za dzień powstania Teatru Naszego. Pierwsze przedstawienie, a właściwie uliczną klownadę pod tytułem „Teddy & Neddy” obejrzało kilkunastu widzów. Przez kolejne lata występy Teatru Naszego można było obejrzeć w najróżniejszych miejscach: od cieplickiego Parku Zdrojowego po centra handlowe Paryża, od małych wiejskich domów kultury, po duże sceny wielkich imprez plenerowych (m.in. Konińskie Derby Kabaretowe, Ogólnopolski Festiwal Filmów Komediowych w Lubomierzu, Lwóweckie Lato Agatowe, Zaniemyskie Bitwy Morskie).
Pierwsze przedstawienia pod dachem „Sceny za Domem” zagrano we wrześniu 1997 roku, choć kilka kolejnych miesięcy zajęły jeszcze prace wykończeniowe. Oficjalne otwarcie własnej sceny teatru odbyło się ostatecznie 28 kwietnia 1998 roku, a pierwsza na niej premiera Szekspir we dwoje według scenariusza i w reżyserii Bogusława Kierca 11 lipca tego samego roku. Od czasu otwarcia „Sceny za Domem”, aktorzy gościli tam swoich widzów w niemal wszystkie czwartki o godzinie 19.00. Teatr Nasz w Michałowicach jest niezależny finansowo i programowo. Działa nieprzerwanie od chwili powstania.
Do końca 2016 roku wystawiono w sumie ponad 40 autorskich premier i zagrano ponad 4000 spektakli, a obejrzało je kilkadziesiąt tysięcy widzów.
Teatr Nasz współtworzył też realizacje telewizyjne (np. TVP3, „HBO na stojaka”). Artyści występowali gościnne w teatrach Wrocławia i Zielonej Góry oraz salach widowiskowych Niemiec, Francji i Stanów Zjednoczonych.
W roku 2009 ukazała się książka Tadeusza Kuty pt. To jest nasza Ameryka, czyli krótka historia Teatru Naszego, opisująca historię teatru oraz sylwetki jego twórców. Blisko dziesięć lat później autor opublikował drugie wydanie książki, wzbogacone o posłowie, w którym podsumował ostatnie zmiany w Teatrze Naszym, a w szczególności podjętą w 2017 roku decyzję o całkowitym odejściu od programów kabaretowych i skupieniu się wyłącznie na przedstawieniach autorskich. Ostatni program kabaretowy zagrano 30 grudnia 2017 roku.
Autorskie sztuki Teatru Naszego doczekały się również inscenizacji w innych teatrach w Polsce. 9 listopada 2019 roku w Lubuskim Teatrze w Zielonej Górze odbyła się premiera komedii „Szczęściarze” w reżyserii autora – Tadeusza Kuty, a 20 grudnia 2019 roku Teatr Mały w Łodzi po raz pierwszy wystawił sztukę „Geriatrix show”.
Spektakle w Teatrze Naszym wystawiane są najczęściej w piątki i soboty o godzinie 19:00. Tradycją jest, że aktorzy osobiście witają każdego z widzów i wskazują im miejsca na widowni. Przed spektaklem jedno z aktorów w lekki i często żartobliwy sposób wprowadza widzów w klimat mającego się za chwilę rozpocząć wydarzenia. Po spektaklu następuje pożegnanie. Te swoiste rytuały tworzą niezwykłą, kameralną atmosferę, budują więź, skracają dystans, ułatwiają swobodny odbiór przedstawień, a przede wszystkim pozwalają widzom dobrze czuć się w teatrze.

## Zespół artystyczny
Stały zespół artystyczny Teatru Naszego tworzyli aktorzy Jadwiga Kuta i Tadeusz Kuta, a także muzyk, kompozytor, aranżer, multiinstrumentalista, aktor i wokalista Jacek Szreniawa.

## Niektóre tytuły autorskich premier
- Eddy & Neddy (pierwsza premiera Teatru Naszego, 7 lipca 1991)
- Tche popeline
- Pampers Show (spektakl dla dzieci)
- Niezwykła podróż do szczęśliwej krainy małpki Fiki Miki (spektakl dla dzieci)
- Historia prawdziwa
- Misja
- Ameryka, Ameryka, czyli country Michałowice
- Kasa zdrowych
- Biuro Matrymonialne Melancholia
- Wigilia (2006)
- Po drugiej stronie horyzontu
- Kabaret na parze
- Z Archiwum Y, czyli Stawka Większa niż Ogniem i Mieczem
- Kabaret na cztery nogi kuty
- Kabaret z kącikiem
- Kuton Club
- Nasza klasa (2009)
- Pytam
- Pralnia (2010)
- Tak lubię Was rozśmieszać
- Deja vu, czyli windą do nieba (2016)
- Szczęściarze (2016)
- Geriatrix show (2017)
- Sen wróbla (2018)
- Szczególny przypadek Zenobiusza Perta, czyli 13 twarzy Tadeusza K. (monodram Tadeusza Kuty, 2019)
- 200 par butów (recital Jadwigi Kuty, 2020)

## Nagrody i wyróżnienia
- 1992: XIII Przegląd Piosenki Aktorskiej we Wrocławiu – Jadwiga Kuta, drugie miejsce[13]
- 1993: „Wytrych” – nagroda jeleniogórskich dziennikarzy „Za zjawisko artystyczne, odwagę i aktywność” w 1992 roku dla Jadwigi i Tadeusza Kutów[14]
- 1999: PrzeWAŁka Ogólnopolski Przegląd Aktorskich Spektakli Kabaretowych i Ogólnopolski Konkurs na Tekst Kabaretowy w Szczawnie Zdroju – Wyróżnienie i Nagroda Publiczności,
- 1999: „Srebrny Kluczyk” dla Jadwigi i Tadeusza Kutów w kategorii „Zjawisko teatralne” w 1998 roku[15]
- 2002: „Srebrny Kluczyk” dla Jadwigi i Tadeusza Kutów w plebiscycie czytelników Nowin Jeleniogórskich na najpopularniejszego aktora scen jeleniogórskich 2001 roku[14]
- 2005: „Srebrny Kluczyk” dla Jadwigi i Tadeusza Kutów w plebiscycie czytelników Nowin Jeleniogórskich na najpopularniejszego aktora scen jeleniogórskich 2004 roku[16]
- 2007: „Srebrny Kluczyk” dla Jadwigi i Tadeusza Kutów w plebiscycie czytelników Nowin Jeleniogórskich na najpopularniejszego aktora scen jeleniogórskich 2006 roku[17]
- 2014: wyróżnienie Fundacji Polcul im. Jerzego Bonieckiego dla Jadwigi i Tadeusza Kutów za działalność kulturalną w Michałowicach na Dolnym Śląsku[18]
- 2014: plebiscyt „Wielkie Odkrywanie Dolnego Śląska” – trzecie miejsce w kategorii „Atrakcja Turystyczna”[19]
- 2017: „Deja vu, czyli windą do nieba” – pierwsza nagroda XIX Przeglądu Małych Form Teatralnych „Letnia Scena 2017” zorganizowanego przez Dom Literatury w Łodzi[20]

## Koncerty
Teatr Nasz organizował również na swojej scenie koncerty, zapraszając m.in. zespoły i muzyków z czołówki polskiego jazzu.
W Michałowicach wystąpili między innymi:
- Big Band Uniwersytetu Zielonogórskiego pod dyrekcją Jerzego Szymaniuka
- Wojciech Karolak
- The Globetrotters w składzie: Jakub Badach, Bernard Maseli, Jerzy Główczewski, Nippy Noya
- Ewa Uryga z zespołem w składzie: Dariusz Ziółek, Piotr Wrombel, Grzegorz Poliszak
- Bernard Maseli Solo „Diary” Tour
- Moonlight Walk Jazz Quartet w składzie: Bohdan Lizoń, Jerzy Główczewski, Zbigniew Levandek Lewandowski, Grzegorz Piętak
- Guil Guimaraes – brazylijski gitarzysta
- Wiesław Prządka – akordeonista i bandoneonista, kompozytor i aranżer.